# Gestión de Destinos del Patrimonio Cultural
El costo de la gestión de destinos del patrimonio cultural es un problema que aqueja a muchos países, caracterizados por numerosas bellezas históricas y paisajísticas. Abordar el tema de manera sostenible, pero también rentable, se ha convertido en un imperativo común para garantizar la fruición y el disfrute de los bienes mismos.

## Introducción

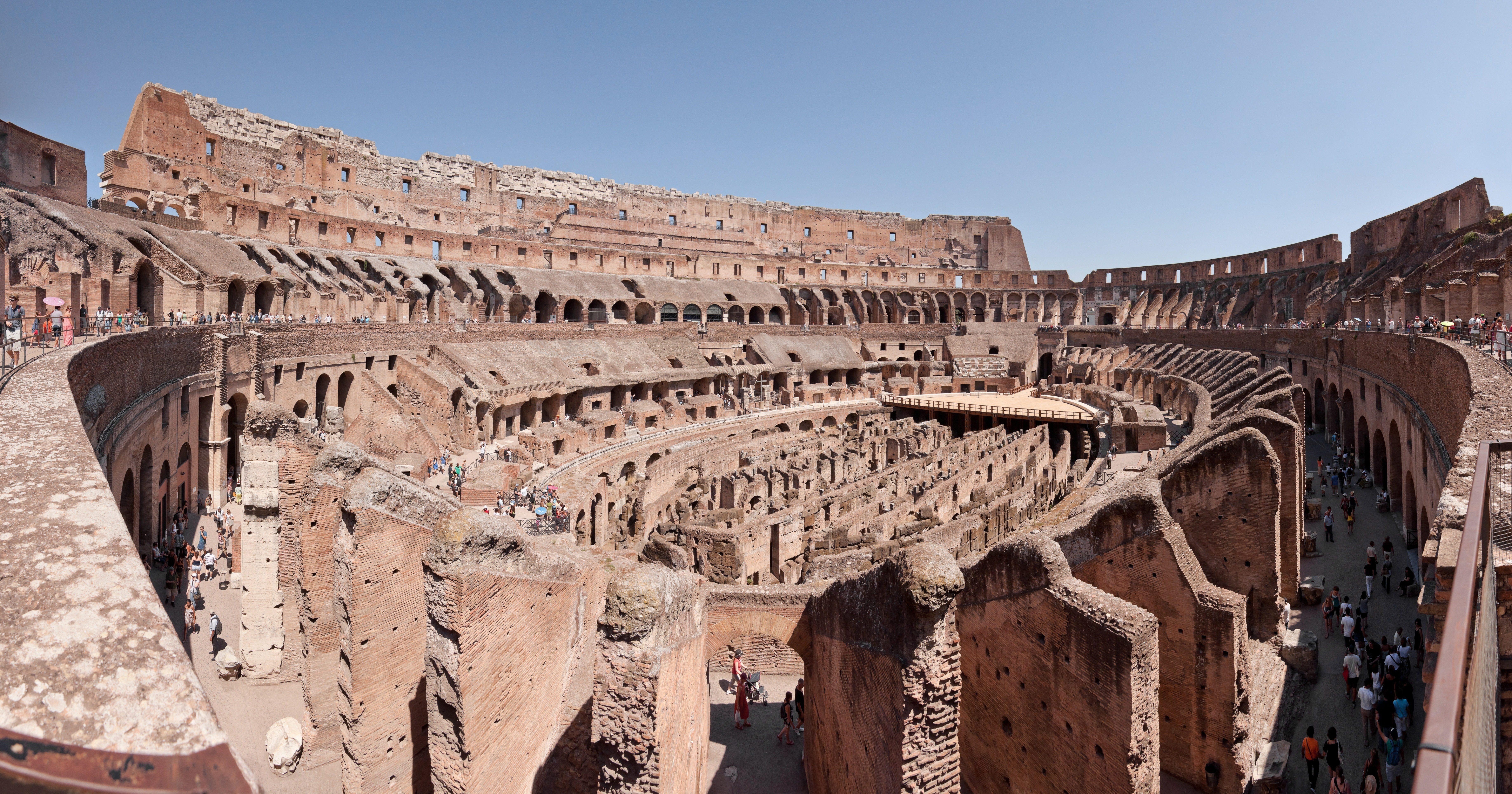
Colosseo, Roma (Italia)

En los últimos años, la promoción turística ha cambiado profundamente. Sin embargo, en Italia, la protección del patrimonio ha prevalecido sobre la valorización, haciendo que el patrimonio cultural sea accesible solo a un grupo limitado de expertos en el sector. Desde hace tiempo, sin embargo, la puesta en valor del patrimonio se ha utilizado como una herramienta para cubrir los costes de conservación, por lo que también otros países, aunque no se caracterizan principalmente por un gran patrimonio cultural, han ampliado sus itinerarios añadiendo nuevos destinos. Por tanto, si hasta ahora la protección había implicado la conservación y uso de un bien, el turismo incluye el bien cultural en un contexto más amplio donde las decisiones ya no son solo de arriba hacia abajo, sino también de abajo hacia arriba y que no está ligado únicamente a la aplicación de la norma jurídica, sino que también afecta al ámbito económico y a sus actores. Sin embargo, la perspectiva comercial ligada al bien cultural también ha alimentado algunas críticas entre quienes veían el turismo como una mercantilización del corte para lo privado más que para lo público. 

## El historial
El estudio de la gestión turística ha tenido más éxito en los últimos años, pero la percepción del binomio patrimonio cultural-turismo no siempre ha sido fácilmente aceptada porque, especialmente en Italia, es difícil imaginar el lado económico de un bien cultural. En 2020, el nuevo gobierno italiano del primer ministro Mario Draghi previó el establecimiento del Ministerio de Turismo al separar los poderes y responsabilidades del Ministerio de Patrimonio Cultural de los reservados para la promoción del turismo. El principal problema del Ministerio de Patrimonio Cultural es no contar con los fondos suficientes para gestionar un patrimonio tan vasto. Por lo tanto, aunque solo sea para garantizar la protección del activo, es necesario identificar nuevos ingresos. La creación de nuevos ministerios requiere de nuevas figuras profesionales. Pero, sobre todo, será necesario contextualizar el inmueble dentro del destino turístico al que pertenece.

## ¿Protección o Promoción?

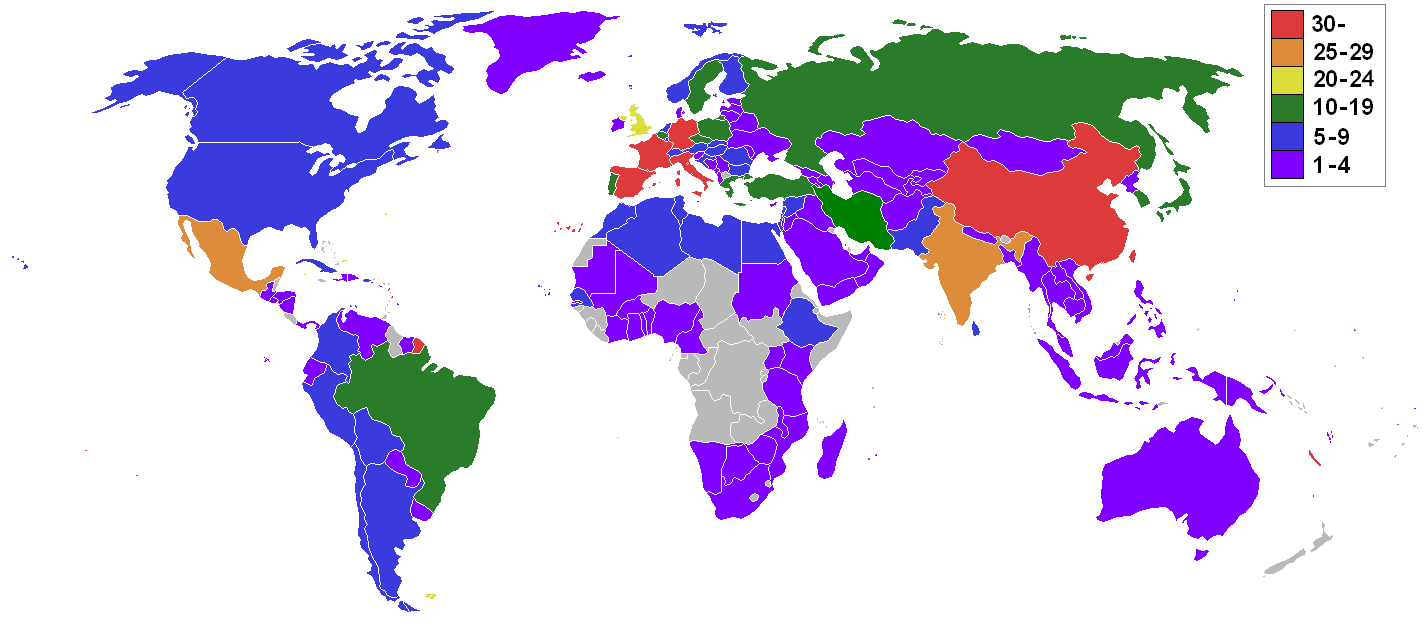
Patrimonio cultural en todo el mundo (UNESCO)

En Italia el patrimonio cultural es un “espacio de conflicto”. La ley italiana protege y valora el patrimonio cultural. Así que por un lado se protege el patrimonio cultural y la valorización se considera precisamente en función de la protección. Por otro lado, la puesta en valor del patrimonio cultural requiere una gestión más articulada y sistémica entre los distintos niveles, incluido el económico. Esto exige el desarrollo de un "sistema de gobierno en lugar de un gobierno por el sistema". En cualquier caso, hoy es imposible dividir arte y economía, porque hay un componente económico ligado precisamente al mantenimiento del patrimonio cultural.